# Територія смерті: дорога додому
«Територія смерті: дорога додому» (Deathlands: Homeward Bound) — телевізійний фільм 2003 року, заснований на серії книг Deathlands. Фільм SyFy; вийшов 17 травня 2003 року. Режисер Джошуа Батлер; сценаристка Габріель Стентон

## Про фільм
Земля спустошена ядерною війною в 2084 році. Небо червоне від хімічних відходів, а те, що колись було Сполученими Штатами, стало Землею смерті, населеною мутантами.
Провівши 20 років у пустках, одноокий Раян повертається у супроводі своєї дівчини Крісті, підлітка-мутанта Джека і спеціаліста зі зброї Джея. Мета — зустрітися з мачухою та братом і помститися за вбивство батька.

## Знімались
| Актор                  | Роль         |
| ---------------------- | ------------ |
| Вінсент Спано          | Раян         |
| Дженья Лано            | Крісті       |
| Колін Фокс             | Тітус        |
| Трейсі Лордс           | Рахель       |
| Метью Керрі Голмс      | Натан        |
| Роберт Кларк           | молодий Раян |
| Максвелл Маккейб-Локос | Джабез       |
| Пітер Мессалін         | Бен          |